# Serhiy Lyssak
Pour les articles homonymes, voir Lyssak (homonymie).
Serhiy Petrovitch Lyssak (en ukrainien : Сергій Петрович Лисак) est un général et gouverneur, ukrainien.
Après avoir été chef du service de sécurité ukrainien dans la région de Dnipropetrovsk en février 2022, il devint gouverneur de l'oblast le 7 février 2023.
Le président Zelensky le nomme général le 17 janvier 2022.